# Лексингтонское кладбище

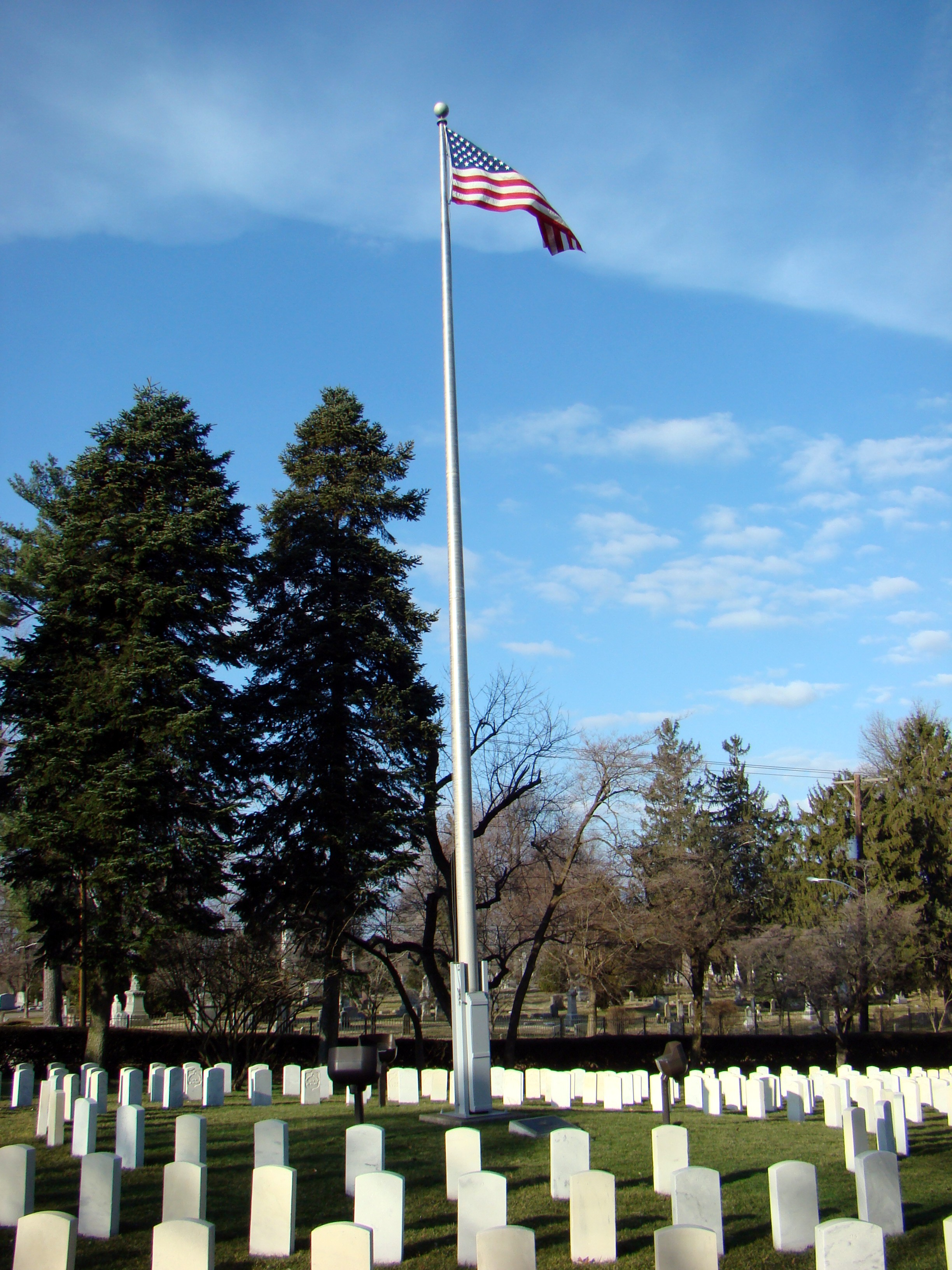
Солдатское кладбище в Лексингтоне

Лексингтонское кладбище (англ. Lexington Cemetery) — кладбище и дендрарий в городе Лексингтон, штат Кентукки. Занимает площадь в 170 акров (0,69 км²). Кладбище было создано в 1849 году на 40 акрах земли в связи с необходимостью большого количества захоронений из-за эпидемии холеры. В годы гражданской войны часть кладбища была отведена для захоронения погибших солдат, как Союза, так и Конфедерации. После войны на кладбище переносились останки солдат, похороненных у полей сражений. В настоящее время на кладбище находится более 64 тысяч захоронений.
В 1976 году Лексингтонское кладбище было включено в Национальный реестр исторических мест США. Также в реестр отдельно включены солдатское кладбище (1998 году), памятник солдатам Конфедерации и женский монумент Конфедерации (оба в 1997 году).

## Известные личности, похороненные на кладбище
- Брекинридж, Джон Кэбелл. вице-президент США
- Клей, Генри, государственный секретарь США